# 拉波夫拉-德克拉拉蒙特
拉波夫拉-德克拉拉蒙特，是西班牙加泰罗尼亚巴塞罗那省的一个市镇。总面积19平方公里，总人口2219人（2013年），人口密度120人/平方公里。